# Nawton (Yorkshire du Nord)
Nawton est un village et une paroisse civile du Yorkshire du Nord, en Angleterre.